# Medusa (альбом Clan of Xymox)
Medusa — второй полноформатный альбом голландского коллектива Clan of Xymox, вышедший в 1986 году на британском лейбле 4AD Records.
Обложку диска оформил известный дизайнер Воган Оливер.

## Стиль, отзывы критиков
По мнению музыкального критика Стюарта Мэйсона, альбом в целом является одной из «высших точек» творческого развития коллектива, однако в то же время представленные на нём песни имеют несколько существенных недостатков: в частности, они недостаточно глубоки и несут явный отпечаток влияния таких групп, как Depeche Mode, Xmal Deutschland, Bauhaus и Siouxsie and the Banshees. Особенно удачной Мэйсон счёл композицию «Michelle».
В свою очередь, критик Саид Суккарье назвал альбом Medusa «одним из наиболее важных произведений в жанре дарквейв всех времён».
Рецензенты журнала Trouser Press дали диску невысокую оценку, назвав его «унылым» и неоригинальным, а из всех песен с альбома положительно оценив только «Michelle».

## Список композиций
Тексты: Ронни Морингс. Музыка: Ронни Морингс, Анке Вольберт, Питер Нотен.
1. «Theme I» — 2:54
2. «Medusa» — 5:53
3. «Michelle» — 2:59
4. «Theme II» — 1:43
5. «Louise» — 5:17
6. «Lorretine» — 3:33
7. «Agonised By Love» — 5:18
8. «Masquerade» — 3:54
9. «After the Call» — 5:55
10. «Back Door» — 4:52

## Участники записи
- Ронни Морингс — вокал, гитара, программирование, клавишные
- Анке Вольберт — вокал, бас-гитара, клавишные
- Питер Нотен — клавишные, бэк-вокал